# Días de ceniza
Días de ceniza es el tercer álbum de estudio de la banda española de power metal Nocturnia.

## Canciones
1. Días de ceniza.
2. De sol a sol (con Tete Novoa).
3. Llantos de fuego.
4. Sed de ambición.
5. Dentro de mí.
6. Renacer.
7. La caja de música.
8. Voces del viento.
9. Lágrimas del corazón.
10. The music box (canción extra).

- Datos: Q5815917